# محمود مقدم
محمود مقدم (۱۳۲۴-) مهندس و مدیر ارشد اجرایی ایرانی و پیشکسوت صنعت برق ایران   است. وی دارای سوابق گسترده و طولانی کارشناسی و مدیریتی در صنعت آب و برق ایران است  . 

## سوابق تحصیلی
- کارشناسی ارشد مهندسی مکانیک از دانشگاه صنعتی امیرکبیر ۱۳۴۸[۵]
- کارشناسی ارشد مدیریت دولتی از دانشگاه علامه طباطبایی ۱۳۶۰
- دکتری تخصصی مدیریت استراتژیک از دانشگاه عالی دفاع ملی ۱۳۸۱[۶]

## سابقه کاری و اداری
مقدم در سال ۶۰ پس از درگذشت حسن عباس‌پور از ۹ تیر ۱۳۶۰ الی ۲۶ مرداد۱۳۶۰ و تا انتخاب وزیر جدید، با حکم محمدعلی رجایی، سرپرستی وزارت نیرو را بر عهده داشت.
اهم سوابق وی عبارتند از: سرپرست وزارت نیرو، قائم مقام وزیر نیرو، معاون امور برق وزارت نیرو، معاون امور اداری و مالی وزارت نیرو، معاون پارلمانی وزارت نیرو، مشاور وزرای نیرو  ، رییس هیئت مدیره و مدیرعامل سازمان آب منطقه ای تهران ، رییس هیئت مدیره و مدیرعامل شرکت برق منطقه ای تهران ، رییس هیئت مدیره و مدیرعامل شرکت خدمات مهندسی برق (مشانیر) ، رئیس هیئت مدیره و مدیر عامل شرکت مدیریت ساخت و تأمین کالای آب و برق (ساتکاب) و مدیرعامل شرکت مهندسی قدس نیرو . 